# Nom àrab
El nom àrab clàssic estava compost de diverses parts, on l'ordre no es mantenia sempre igual i algunes parts podien ser omeses. Entre els àrabs actuals, aquest sistema clàssic ha evolucionat, sovint per la influència dels sistemes antroponímics europeus, cap a diversos sistemes, que podem anomenar «moderns».

## El nom àrab clàssic

### Estructura
Els noms àrabs clàssics poden constar de sis parts:
- el prenom (ism), que correspon al prenom o nom pròpiament dit de la persona;
- l'indicador de paternitat o maternitat (kunya), amb què s'indica la relació de paternitat o maternitat, fictícia o real, o, més rar, un concepte abstracte;
- l'indicatiu de filiació (nàssab), format per una enumeració més o menys llarga dels ascendents;
- l'indicatiu ètnic o geogràfic (nisba), que designa la tribu, clan o família a la qual es pertany o el lloc on s'ha nascut o viscut o d'on prové la família;
- l'àlies o mot o títol honorífic (làqab), relatiu a alguna característica física, moral o honorífica, i
- l'indicatiu d'ofici (ism mànsab), relatiu, com el nom indica, a l'ofici de la persona.

Alguns d'aquests elements formen part del nom des del naixement (ism, nàssab, kunya, nisba, làqab), d'altres s'afegeixen al llarg de la vida (kunya, nisba, làqab, ism mànsab). Alguns noms poden tenir més d'un mateix element, la qual cosa explica que algunes parts es puguin rebre tant al naixement com durant la vida. Per exemple, algú nascut a Medina, pot ser conegut de ben petit amb la nisba al-Madiní, però si acaba residint tota la vida a Alexandria, potser finalment serà conegut per la nisba al-Iskandarí, rebuda en vida, o encara rebre la nisba al-Baghdadí si mor a la capital iraquiana.

#### Ism(اسم)
L'ism, també anomenat àlam (علم, ʿalam) o ism àlam (اسم علم, ism ʿalam), és el prenom o nom propi de la persona. Se li dona poc després del seu naixement i pot ser simple o compost. És la part del nom que hom utilitza per referir-se a amics o familiars.
Entre els prenoms simples, la majoria neixen de la tradició àrab i tenen significat en aquesta llengua: Àhmad (‘més lloable’), Mahmud (‘lloable’), Àïxa (‘viva’), Àmina (‘tranquil·la’), Atà (‘regal’), Amir (‘príncep’)... Però també n'hi ha de presos d'altres llengües com el bíblic i alcorànic Ibrahim, pres de l'hebreu Avrāhām i equivalent al català Abraham, el cristià Jirjis, pres del grec Georgios, Jordi, el també cristià Butrus, pres del llatí Petrus, Pere, el modern Imil o Emil, pres del francès Émile, Emili, etc.
La majoria de noms compostos tenen caràcter religiós, com per exemple els noms teòfors formats amb la partícula Abd (‘servidor de’) seguida d'algun apel·latiu de la divinitat (per exemple, els islàmics Abd-Al·lah, ‘Servidor de Déu’, o Abd-ar-Rahman, ‘Servidor del Misericordiós’, o el cristià Abd-as-Salib, ‘Servidor de la Creu’). Alguns làqabs, com ara els formats per la paraula din, ‘religió’ (per ex., Nur-ad-Din, ‘Llum de la religió’), així com algunes kunyes de musulmans especialment significats, com Abu-Bakr o Umm-Kulthum, han acabat esdevenint prenoms compostos comuns.

#### Kunya(كنية)
La kunya està formada per la partícula de filiació Abu (أبو, Abū, ‘pare’) per als homes o Umm (أم, Umm, ‘mare’) per a les dones, seguida d'un nom propi (ism): Abu-Àhmad, Abu-Zayd... Umm-Àhmad, Umm-Zayd...
La kunya serveix per indicar la relació genètica de paternitat o maternitat envers, normalment, el fill (mascle) primogènit. L'origen de la kunya cal buscar-lo en la tendència general, entre els pobles primitius, a considerar la pronúncia del nom propi d'algú com a tabú; en aquest context, anomenar algú pel nom del seu fill, resoldria aquesta «prohibició». Tot i que, com s'ha dit, la kunya s'acostuma a referir al fill mascle primogènit, també es pot referir a altres fills i fins i tot a una filla, així com es pot donar a un menor sense fills, com un signe de l'esperança que en pugui tenir en el futur. En alguns casos, alguns isms acostumen a anar acompanyats d'una kunya, independentment del nom del fill primogènit o que es pren abans i tot de tenir cap fill; és el cas, per exemple, de la kunya Abu-l-Hussayn que sovint acompanya al nom Alí, en remembrança de la figura d'Alí ibn Abi-Tàlib, pare d'al-Hussayn ibn Alí ibn Abi-Tàlib (per ex. el general almohade d'origen català Abu-l-Hussayn Alí ibn Reverter). Encara que habitualment solament es pot tenir una kunya, existeixen persones amb dues o fins i tot tres, com Uthman ibn Affan, que tenia les kunyes Abu-Amr, Abu-Abd-Al·lah i Abu-Laylà. En alguns casos, la kunya pot tenir un sentit metafòric i servir per vincular a la persona amb un símbol concret o a una noció abstracta i, en aquest sentit, pot apropar-se a la noció de làqab. Les kunyes Abu-l-Fadl (‘pare del mèrit’) i Umm-l-Khayr (‘mare de bondat’) al·ludeixen a una qualitat desitjada en el fill, mentre que la kunya del califa al-Mansur, Abu-d-Dawàniq (‘pare dels asos’, en referència a la unitat monetària romana), al·ludeix a la gasiveria que caracteritzava aquest abbàssida, i la kunya Abu-Hurayra (‘pare del gatet’), duta pel company del Profeta Abu-Hurayra ad-Dawsí al-Yamaní, indica el seu amor pels gats. En aquest context, algunes kunyes podien tenir connotacions pejoratives, com Abu-Jahl (‘pare d'ignorància’), o referir-se a alguna peculiaritat física, com Abu-Xama (‘l'home amb una marca de naixement’). En aquests casos, el mot Abu perd el seu significat original de ‘pare’ i pren el de ‘persona amb’.
La kunya indica pertinença a la comunitat i la seva existència valora a l'individu i a la família i permet caracteritzar a l'home lliure musulmà (els esclaus tradicionalment no tenien kunya).

#### Nàssab(نسب)
El nàssab indica la filiació d'una persona. Es forma amb la partícula de filiació ibn (بن, bn, ‘fill’) per als homes i bint (بنت, bint, ‘filla’) per a les dones, seguida normalment del prenom (ism) del progenitor, tot i que a vegades en comptes del prenom es fa servir aquella part del nom de l'avantpassat per la qual era conegut —si el pare era més conegut per la seva kunya o el seu làqab que pel seu ism, es poden usar els primers, per ex.: el company del Profeta al-Àrqam ibn Abi-l-Àrqam o el príncep abbàssida al-Abbàs ibn al-Mamun. Aquesta estructura bàsica es pot repetir per al progenitor de cada progenitor fins a arribar, a vegades, a familiars llegendaris o avantpassats mítics. Aquesta cadena de patronímics era important per a identificar a la persona i per situar-la en la societat. De fet, històricament, la possibilitat de recordar els teus avantpassats fins, pràcticament, al principi dels temps, era un signe de noblesa o notabilitat, especialment entre els llinatges reials i els llinatges tribals beduïns. En aquest sentit, per exemple, la genealogia del profeta Muhàmmad es remunta a Adam o el nàssab dels monarques alauites del Marroc s'allarga fins al mateix Profeta, tot avalant l'origen religiós del seu poder. Fora de casos especials, sovint el nàssab no es remunta més enllà de dues o tres generacions o, encara que se'n coneguin més, per comoditat no se'n citen més de dues o tres.
Per tal de facilitar l'escriptura, de vegades la partícula ibn es pot abreujar b.: Muhàmmad b. Àhmad b. Abi-Bakr b. Sulayman b. Ibrahim b. Talha b. Ilham b. Aws. Al Sàhara, la partícula ibn és sovint substituïda per la paraula walad, pronunciada dialectalment, uld, d'idèntic significat (per ex., el primer president maurità, Mukhtar uld Dada).

#### Nisba(نسبة)
En el seu origen, la nisba indicava la tribu, el clan i/o la família a la qual es pertanyia, però amb les transformacions socials que portaren un increment del món urbà i la decadència del sistema tribal, acabà indicant també la procedència geogràfica, el lloc de residència o la pertinença a determinat grup ètnic, social o religiós. La procedència geogràfica podia ser tant la regió o lloc de naixement com la regió o lloc d'on era originària la família.
La nisba es forma, de manera general, afegint la terminació -í (-ي, -ī), per als homes, i -iyya (-ية, -iyya), per a les dones, al nom de la tribu, clan, família, regió o lloc. D'aquesta manera s'obté un adjectiu gentilici; per ex., un membre de la tribu de Qudaa és un qudaí i, per tant, la seva nisba és al-Qudaí, ‘el de (la tribu de) Qudaa’; un membre de la tribu d'al-Aws és un awsí i la seva nisba és al-Awsí; un habitant de Jerusalem, al-Quds en àrab, és un qudsí i la seva nisba al-Qudsí, ‘el Jerosolimità’; un habitant de la regió de la Tihama, al Iemen, és un tihamí i la seva nisba és at-Tihamí; els Ansar són els primers medinesos que es van convertir a l'islam, això els va permetre rebre la nisba al-Ansarí (‘membre dels Ansar’); un copte, en àrab qibtí, pot rebre la nisba al-Qibtí, o al-Qibtiyya si és una dona, com és el cas d'una de les concubines del profeta Muhàmmad, Màriya al-Qibtiyya, ‘Maria la Copta’, etc.
Algunes nisbes escapen a la norma de derivació esmentada més amunt. D'aquestes, algunes de les més comunes són: al-Umawí, relatiu a Umayya, és a dir ‘l'omeia’; as-Sulamí, relatiu a la tribu de Sulaym; al-Bahraní, relatiu a la tribu de Bahrà; al-Badawí, relatiu a al-bàdiya («zona desèrtica»), és a dir ‘el beduí’; al-Atakí, relatiu a Atik, nom propi; al-Quraixí, relatiu a la tribu de Qurayx, ‘el quraixita’; ath-Thaqafí, relatiu a la tribu de Thaqif; al-Marwazí, relatiu a la ciutat de Merv, al Turkmenistan; al-Marwarudhí, relatiu a l'antiga ciutat Marw ar-Rudh, a l'Afganistan; al-Hudhlí, relatiu a la tribu de Hudhayl; ar-Razí, relatiu a la ciutat de Rayy, a l'Iran…
Una mateixa persona pot tenir diverses nisbes que indiquen les seves diverses pertinences: el viatger jueu tortosí Ibrahim ibn Yaqub duia les nisbes al-Israilí at-Turtuixí, ‘l'Israelita, el Tortosí’, que indicaven la seva adscripció religiosa i el seu origen geogràfic; l'historiador Abd-al-Wàhid al-Marrakuixí duia les nisbes al-Marrakuixí, pel seu lloc de naixement, Marràqueix, i at-Tamimí, ja que la seva família descendia de la tribu àrab dels Banu Tamim; al filòsof Ibn Bajja se li coneixen tres nisbes, at-Tujibí al-Andalussí as-Saraqustí, ‘el Tugíbida, l'Andalusí, el Saragossà’, ja que era nascut a Saraqusta, l'actual Saragossa, aleshores part de l'Àndalus i, tot i tenir probablement ascendència jueva, es considerava vinculat a la tribu de Tujib, alguns membres o (suposats) descendents de la qual —els Banu Tujib o tugíbides— s'havien instal·lat a la vall de l'Ebre, que arribaren a governar de forma independent, etc.

#### Làqab(لقب)
El làqab és un mot o àlies, fins i tot un malnom, que al·ludeix a les característiques personals o a les accions en què ha destacat una persona. Originàriament pot tenir una funció similar a la kunya, és a dir servir per referir-se a algú sense esmentar-ne el veritable nom. Històricament, el làqab ha esdevingut també un títol honorífic amb què es pretenia prestigiar el nom de molts governants o personatges insignes. A la primera categoria pertanyen làqabs com as-Siddiq, ‘qui testimonia la veracitat de la missió del Profeta’, donat al califa Abu-Bakr as-Siddiq, o al-Àhdab, ‘el Geperut’, portat pel xeic hanefita Ibrahim al-Àhdab. Alguns d'aquests làqabs destaquen un tret pejoratiu, com al-Himar, ‘l'Ase’, donat al califa Marwan I. Aquests malnoms es coneixen en àrab com nàbaz (نبز, nabaz). De caràcter honorífic són làqabs com an-Nàssir li-din-Al·lah, ‘el Vencedor per la religió de Déu’ o, abreviat i sobreentès, an-Nàssir, dut per personatges com el califa cordovès Abd-ar-Rahman III o el califa abbàssida an-Nàssir o diversos imams zaidites que van prendre aquest nom. Amb el mateix mot, Nàssir, ‘vencedor’, es poden formar també làqabs molt comuns com Nàssir-ad-Din (‘Vencedor de la Religió’) o Nàssir-ad-Dawla (‘Vencedor de la Dinastia’), usats com a títols honorífics per molts governants musulmans. No solament els governants poden rebre o atribuir-se aquesta mena de títols, alguns personatges especialment significats també els han merescut, com el místic murcià Ibn al-Arabí, conegut també pels làqabs Muhyi-d-Din (‘el Vivificador de la Religió’) i aix-Xaykh al-Àkbar (‘el Gran Mestre’, Doctor Maximus, tal com se'l coneixia en llatí).

#### Ism mànsab(اسم منصب)
Molt proper a la nisba, l'indicatiu d'ofici o ism mànsab assenyala la professió. El poeta i estudiós andalusí oriünd de Múrcia Safwan ibn Idrís, duia en el seu nom complet, Abu-Bahr Safwan ibn Idrís ibn Ibrahim ibn Abd-ar-Rahman ibn Issa ibn Idrís at-Tujibí al-Mursí al-Kàtib, un esment clar a la seva condició de secretari o kàtib dels almohades. El místic al-Hal·laj (‘el Cardador’) era conegut justament pel seu ism mànsab, tot i que segurament ell no degué exercir aquest ofici, sinó el seu pare. En aquest sentit, l'ism mànsab es perpetuava especialment en el nàssab dels descendents de la persona que havia exercit o excel·lit en una professió, és el cas de l'historiador andalusí Ibn al-Abbar, ‘el Fill del Fabricant d'agulles’, o el savi andalusí de Sevilla ar-Ruayní, també conegut com a Ibn al-Fakkhar, ‘el Fill del Terrissaire’.

### Evolució
En temps preislàmics i en els inicis de l'islam, una persona era interpel·lada pel seu nom (ism) i, si li preguntaven qui era, al seu ism afegia el nàssab. Quan hom parlava d'altri, el més habitual era dir l'ism, el primer element de la cadena del nàssab (partícula de filiació ibn (‘fill de’) seguida de l′ism de son pare) i la nisba tribal o clànica (per exemple, Dihya ibn Khalifa al-Kalbí). A partir del segle II de l'Hègira, no es considerava correcte utilitzar l’ism per dirigir-se a una persona d'igual o superior categoria i era obligat l'ús de la kunya o, si es tenia, el làqab.

### «Nom extens» i «nom breu»
L'estructura bàsica del nom àrab i el seu ordre teòric serien: kunya + ism + nàssab + nisba + làqab + ism mànsab, tot i que a vegades també és habitual situar la kunya al final del nom.
Tanmateix, resulta difícil trobar algú amb un nom tant «complet» o, de tenir-lo, de qui se n'hagi conservat memòria. De fet, algunes parts no s'arriben a usar mai. Per exemple, per referir-se al profeta Muhàmmad s'empra la kunya, Abu-l-Qàssim, l'ism, Muhàmmad, el nàssab, Ibn Abd-Al·lah ibn Abd-al-Múttalib ibn Hàixim ibn Abd-Manaf, i se'n pot esmentar com a làqab el títol de Khàtim al-Anbiyà wa-r-Rússul, ‘Segell dels Profetes i els Enviats’, mentre que resulta estrany i poc comú referir-s'hi per alguna de les seves possibles nisbes, al-Quraixí, ‘de la tribu de Qurayx’ o ‘el Quraixita’, o al-Haiximí, ‘de la família de Hàixim’ o ‘l'Haiximita’. Significa això que no es pot pretendre que tots els àrabs tinguin o en sapiguem un nom que contingui tots els elements constitutius possibles del nom àrab.
D'altra part, malgrat que d'algú en puguem conèixer el nom complet o gairebé, normalment hom no s'hi refereix usant el nom in extenso, sinó seleccionant-ne alguns fragments, el que podríem anomenar el «nom breu». Per a aquesta selecció no hi ha cap norma escrita, solament el costum pot establir per quina part algú és conegut. A vegades, és un dels elements constitutius del nom, a voltes diversos o una part d'ells (per ex., un part del nàssab, no necessàriament la primera). Aquest fet, evidentment, dificulta la identificació d'un mateix personatge, que pot ser conegut en èpoques o llocs diferents per diferents parts del seu nom. Així, per exemple, el místic murcià Ibn al-Arabí és conegut entre els arabistes i en general al món occidental com Ibn al-Arabí, però en el món àrab i especialment a Damasc, on és enterrat, se'l coneix simplement com Muhyi-d-Din.
Els exemples que s'adjunten tot seguit intenten il·lustrar aquest fet. En primer lloc s'indica el «nom complet» i tot seguit el «nom breu», que prèviament s'ha destacat en negreta al «nom complet»:
- Abu-Zayd Wali-d-Din Abd-ar-Rahman ibn Muhàmmad ibn Muhàmmad ibn Abi-Bakr Muhàmmad ibn al-Hàssan ibn Khaldun al-Hadramí (kunya + làqab + ism + nàssab + nisba) → Ibn Khaldun, historiador (nàssab[7])
- Abu-Jàfar Abd-Al·lah ibn Muhàmmad ibn Alí al-Mansur (kunya + ism + nàssab + làqab) → al-Mansur o Abu-Jàfar al-Mansur, califa abbàssida (làqab o kunya + làqab)
- Abu-Abd-Al·lah Muhàmmad ibn Saïd al-Bussirí (kunya + ism + nàssab + nisba) → al-Bussirí, poeta (nisba)
- Al-Màlik an-Nàssir Abu-l-Mudhàffar Yússuf ibn Ayyub Salah-ad-Din (làqab + làqab + kunya + ism + nàssab + làqab) → Saladí (= Salah-ad-Din), soldà aiúbida (làqab)
- Abd-ar-Rahman ibn Abd-Al·lah al-Ghafiqí (ism + nàssab + nisba)→ Abd-ar-Rahman al-Ghafiqí, valí de l'Àndalus (ism + nisba)
- Abu-Bakr Abd-Al·lah ibn Abi-Quhafa Uthman ibn Kab at-Taymí al-Quraixí as-Siddiq Atiq-Al·lah min-an-Nar (kunya + ism + nàssab + nisba + nisba + làqab + làqab)→ Abu-Bakr o Abu-Bakr as-Siddiq, primer califa (kunya o kunya + làqab)
- Umm-Sàlama Hind bint Abi-Umayya ibn al-Mughira ibn Abd-Al·lah ibn Amr ibn Makhzum al-Quraixiyya al-Makhzumiyya Ayyin al-Àrab (kunya + ism + nàssab + nisba + nisba + làqab) → Umm-Sàlama, esposa del Profeta (kunya)
- Abu-l-Hassan Alí ibn Nafi Ziryab (kunya + ism + làqab) → Ziryab, poeta, músic i cantant (làqab)
- Abu-Abd-Al·lah Muhàmmad ibn Alí ibn Muḥhàmad ibn al-Arabí al-Hatimí at-Taí Muhyi-d-Din aix-Xaykh al-Àkbar (kunya + ism + nàssab + nisba + nisba + làqab + làqab) → Ibn al-Arabí o Muhyi-d-Din ibn al-Arabí, místic (nàssab o làqab + nàssab)
- Abu-l-Mutàrraf Abd-ar-Rahman ibn Abd-Al·lah an-Nàssir li-din-Al·lah (kunya + ism + nàssab + làqab) → Abd-ar-Rahman III o Abd-ar-Rahman an-Nàssir, califa omeia de Còrdova (ism o ism + làqab -part-)
- Hàndhala ibn Abi-Àmir ibn Sayfí al-Awsí Ghassil al-Malàïka (ism + nàssab + nisba + làqab) → Hàndhala ibn Abi-Àmir o Ghàssil al-Malàïka, company del Profeta (ism + nàssab o làqab)[8]
- Al-Barà ibn Àzib ibn al-Hàrith al-Awsí al-Ansarí (ism + nàssab + nisba + nisba) → al-Barà ibn Àzib, company del Profeta (ism + nàssab)
- Muhàmmad ibn Alí ibn Abi-Tàlib al-Haixímí ibn al-Hanafiyya (ism + nàssab + nisba + làqab[9]) → Muhàmmad ibn al-Hanafiyya, pretendent alida
- Abu-l-Mughith Hussayn Mansur al-Hal·laj (kunya + ism + làqab + ism mànsab) → al-Hal·laj o Mansur al-Hal·laj (ism màsnab o làqab + ism mànsab)

## El nom àrab modern
El nom àrab en la majoria dels països s'ha simplificat, occidentalitzat, i actualment està format pel nom personal, l'ism, més un cognom, el nàssab. Aquest cognom, depenent dels llocs, pot procedir d'una kunya, nisba o nàssab que en el moment d'enregistrar la població ja identificava la família. A diferència del nom àrab clàssic, en què es tendeix a corregir les formes dialectals, en els sistemes antroponímics moderns s'acostumen a respectar alguns trets dialectals (per ex., el realitzador cinematogràfic tunisenc Nouri Bouzid escriu el seu cognom en àrab بوزيد, Būzīd, en comptes del nom «clàssic» Abu-Zayd, أبو زيد, Abū Zayd). En alguns països, per influència de la llengua colonial, els cognoms procedents de nisbes han perdut l'article inicial (per ex., el cal·lígraf tunisenc Nja Mahdaoui, نجا مهداوي, Njā Mahdāwī, en comptes del més clàssic al-Mahdawí, ‘el de Mahdia’. Amb relació a aquest darrer, nat a Tunis, els cognoms procedents de nisbes s'han fossilitzat i, per tant, no reflecteixen necessàriament ni el lloc de naixement ni el lloc d'origen immediat de la família, sinó una indicació remota d'origen o adscripció ètnica).
Tanmateix, a nivell informal encara s'empren formes tradicionals del nom. Així, per exemple, quan neix el primogènit mascle (per ex., Àhmad), en molts llocs del món àrab els pares poden passar a ser anomenats per les kunyes respectives, Abu-Àhmad i Umm-Àhmad (‘pare d'Àhmad’ i ‘mare d'Àhmad’), perdent o caient en desús els seus veritables noms. En certs ambients, un professor o un enginyer poden rebre en forma de làqab l'apel·latiu al-Ustadh (‘el Professor’) o al-Muhàndis (‘l'Enginyer’). Igualment, tota persona que ha realitzat el hajj o peregrinació a la Meca, rep el títol o làqab de Hajj, si és home, o Hajja, si és dona, que precedeix des d'aleshores el seu nom.